# Bolla József
Bolla József (Budapest, 1943. április 4. – 2006. október 24.) birkózó, mesteredző, nemzetközi bíró.
1966-ban az újpesti Könyves Kálmán Gimnáziumban érettségizett. 1972-ben a Testnevelési Főiskola Továbbképző Intézetében szerzett edzői oklevelet.

## Sportolói karrierje
Sportpályafutását – 14 évesen – az Újpest Dózsa birkózó szakosztályában kezdte. 1962 és 1974 között lepke- és légsúlyban többször nyert országos bajnokságot. 1970-től 1974-ig tagja volt a magyar válogatott keretnek. Kötöttfogásban (57 kg) 1972-ben a katowicei Eb-n hatodik helyezett volt. Később, mint nemzetközi bíró, éveken keresztül részt vett a nemzetközi és hazai birkózó szövetség munkájában.
1976-tól 2006-ig edzőként és szakosztályvezetőként meghatározó egyénisége volt az Újpesti Dózsa birkózó-szakosztályának. Az utóbbi években utánpótlás neveléssel foglalkozott, tanítványainak a különböző fogásokat, dobásokat szemléletesen oktatta.

## Tanítványai
Az ismert szakember több kiváló versenyzőt, olimpiai bajnokot nevelt az ÚTE szakosztályában. Többek között az ötkarikás aranyérmes Növényi Norbert felkészítését is irányította az 1980-as moszkvai játékok előtti időszakban.

## Érdekességek
Függeszkedő kötélmászással 63 évesen is méltán aratott elismerést. A birkózás érdekeit szem előtt tartva rendszeresen publikált a sport-sajtóban és jobbító szándékú kritikáival, igazságkereső írásaival néha nagy vihart kavart. Klubhűsége - 49 éves UTE tagsága - sportszerű életmódja példamutató valamennyiünk számára. Emlékére 2007 óta évente megrendezésre kerül a Bolla József szabadfogású birkózó Emlékverseny.